# The Battle of the Ivory Plains
The Battle of the Ivory Plains – pierwszy album studyjny szwedzkiej grupy powermetalowej Dragonland. Wydany przez Black Lotus Records w 2001 roku.

## Lista utworów
Źródło.
1. Dragondawn - 2:41
2. Storming Across Heaven - 4:30
3. A Last Farewell - 6:16
4. Ride for Glory - 4:15
5. The Orcish March - 5:57
6. The Battle of the Ivory Plains - 6:16
7. Graveheart - 4:48
8. Rondo a'la Turca - 1:45
9. A Secret Unveiled - 5:53
10. World's End - 5:26
11. Dragondusk - 1:52

Demo Storming Across Heaven
1. World's End - 6:04
2. Storming Across Heaven - 4:30
3. Graveheart - 4:32

## Wykonawcy
Źródło.
| The Battle of the Ivory Plains - Jonas Heidgert - śpiew, perkusja - Nicklas Magnusson - gitara - Olof Mörck - gitara - Christer Pedersen - gitara basowa - Elias Holmlid - instrumenty klawiszowe - Ingmarie Juliusson - gościnnie śpiew w utworze "A Last Farewell" - Andy LaRocque - produkcja muzyczna, inżynieria dźwięku | Demo Storming Across Heaven - Jonas Heidgert - śpiew, perkusja - Daniel Kvist - gitara - Nicklas Magnusson - gitara - Christer Pedersen - gitara basowa, produkcja muzyczna, inżynieria dźwięku, miksowanie |